# Hildegard Stolle

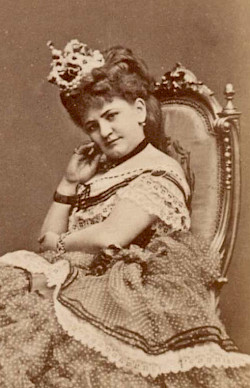
Hildegard Stolle, o. J., unbekannter Fotograf. Original im Archiv der Magnus-Hirschfeld-Gesellschaft, Berlin.

Hildegard Stolle  (* 12. April 1880 in Meerane; † 9. Juni 1936 in Hagen) war eine deutsche Konzertsängerin, Pianistin und Gesangspädagogin.

## Leben und Wirken
Clara Hildegard Stolle wurde am 12. April 1880 wie ihre jüngere Schwester Frieda Auguste Stolle (genannt Friedel Stolle) unehelich im sächsischen Meerane geboren. Ihre Mutter war die ledige Wirtschafterin Henriette Wilhelmine Wege, die 1885 den geschiedenen Musikdirektor Carl Heinrich Stolle (1840–1911) heiratete. Dadurch fiel auch deren Töchtern der Familienname Stolle zu. Eine gemeinsame jüngere Schwester von Hildegard und Friedel Stolle war Else Gertrud Stolle (1888–1953), die 1914 den dänischen funktionalistischen Architekten Tyge William Mollerup (1888–1953) heiratete.
Es ist davon auszugehen, dass die Mädchen schon in ihrer Kindheit eine musikalische Ausbildung durch den Vater erhielten. Hildegard Stolle bildete sich in den 1890er Jahren am Dresdner Konservatorium zur Konzertsängerin und Pianistin aus. Zu ihren Lehrern gehörten der Gesangspädagoge August Iffert (1859–1930) und die Pianistin Emma Jungnickel.
Um 1902 gehörte Hildegard Stolle dem Opernhaus in Heilbronn an, und Ende 1903 bestritt sie einen Liederabend im Dresdner Trianon, an dem sie unter anderem Lieder von Beethoven, Brahms, Schumann und Richard Strauß vortrug.
1910 wurde Hildegard Stolle für das Koloraturfach an das Marionettentheater Münchener Künstler engagiert, und 1918 wechselte sie von Berlin aus als Hauptlehrerin für Gesang und Deklamation an das Konservatorium in Bielefeld, von wo sie jedoch schon im Folgejahr an das Bergische Konservatorium in Remscheid ging. In einer zeitgenössischen Besprechung hieß es über Hildegard Stolle: „Ihr Vortrag zeigte die natürlich empfindende Sängerin, die dem Kunstwerk in jeder Beziehung gerecht zu werden sucht.“ Die Dresdner Nachrichten urteilten: „Die Stimme der Künstlerin ist von liebenswürdigem Timbre. Musikalische Intelligenz und glückliche Auffassung sind der Dame in nicht unbeträchtlichem Maße zu eigen. Besonders gut gelangen Fräulein Stolle die modernen Lieder, namentlich Richard Strauß ersang sie einen besonderen Triumph.“ Zu einem nicht näher bekannten Zeitpunkt unterrichtete sie auch Sologesang, Deklamation und Klavier am Konservatorium in Bromberg (heute Bydgoszcz, Polen). Als das Wissenschaftlich-humanitäre Komitee (WhK) in Berlin 1915 ein „patriotisches Weihnachtskonzert“ ausrichtete, gehörte Hildegard Stolle neben ihrer Schwester, der Schauspielerin Friedel Stolle, und dem Opernsänger und späteren Stummfilmregisseur Alfred Tostary (eigentlich Alfred Pick, 1872–1942) zu den geladenen Gästen, die zusammen mit dem WhK-Mitglied Richard Meienreis das künstlerische Programm des Abends gestalteten. 1920 trat Hildegard Stolle in Solingen und 1930 in Hagen auf.
Hildegard Stolle starb am 9. Juni 1936 im Hagener Marienhospital. Da war sie nach wie vor unverheiratet.